# 欲情-libido-
『欲情-libido-』（よくじょう リビドー）は、加藤和樹の7枚目のシングルである。

## 概要
- 通常盤と初回限定盤の2種類がある。初回限定盤にはジャケット撮影時のオフショットなどの映像特典が収録されたDVD付き。
- 本人が作詞した曲が初めてA面として使われた。

## 収録曲
1. 欲情-libido-
作詞：加藤和樹、leonn 作曲：日比野裕史 編曲：ha-i
2. Just You
作詞：Yuka-ri 作曲：日比野裕史 編曲：ha-j
3. 去りゆく君へ （初回限定盤には収録されていない）
作詞/作曲：田中昭仁 編曲：沢頭たかし
※自身が歌手を志すきっかけとなったザ・ベイビースターズのカバー。
4. 欲情-libido-/カラオケ
5. Just You/カラオケ